# Válótársak (televíziós sorozat)
A Válótársak az RTL Klub 2015-ös saját gyártású magyar televíziós sorozata, amely a holland RTL Divorce című sorozatán alapszik. A sorozat Kovács Dániel rendezésében készült Stohl András, Scherer Péter és Lengyel Tamás főszereplésével. Első két epizódját 2015. november 19-én vetítették csütörtök esti műsorsávban, majd az első évad befejező részét végül 2016. január 28-án adták le tíz epizód után.
A sorozat nézettségi sikerére való tekintettel az RTL Klub megrendelte a második, majd a harmadik évadot is az eredeti formátum alapján. A harmadik évad záró epizódja, mely a teljes sorozat zárása is volt egyben, 2018. február 8-án került műsorra.

## Összefoglaló
A történet középpontjában három férfi áll: Bálint (Stohl András), aki többször is megcsalta a feleségét, Zsófit (Gubás Gabi), aki ezért kidobta őt otthonról; Dávid (Scherer Péter), akinek hosszú házassága Tamarával (Balsai Móni) ellaposodni látszik; és Joci (Lengyel Tamás), akinek elege lesz a barátnőjéből, Szonjából (Földes Eszter), miután a kisbaba-projekt sikertelen próbálkozásai után egy hormonkezelés miatt teljesen kifordul önmagából. Amikor az otthonról kidobott Bálint és Dávid összeköltözik az otthonról menekülő Jocival, újdonsült agglegényekként folytatják életüket.

## Szereplők

### Fő- és mellékszereplők
Főszereplők
- Stohl András – Sáfár Bálint
- Scherer Péter – Jakab Dávid
- Lengyel Tamás – Hatvani József
- Gubás Gabi – Sáfár Zsófi
- Balsai Móni – Jakab Tamara
- Földes Eszter – Vándor Szonja

Mellékszereplők
- Kozma Ákos – Sáfár Balázs
- Avram György – Sáfár Bence
- Tóth Andi – Jakab Noémi
- Kovács Patrícia – Dr. Szatmári Dalma
- Börcsök Enikő – Hilda
- Kulka János – Bartha Antal
- Dobó Kata – Dr. Kovács Leonóra
- Nagy Ervin – Sáfár Péter

### Epizódszereplők
- Pálmai Anna – Anna, Sáfárék szomszédja
- Parti Nóra – Emese, fotós
- Kardos Róbert – Gyulai úr
- Érsek-Obádovics Mercédesz – Melinda, Zsófi barátnője
- Sági Tímea – Zita, lány a wellneszből
- Szabados Mihály – pultos
- Bartsch Kata – Gabi, Bálint titkárnője
- Kocsis Mariann – Katalin, Dávid titkárnője
- Borbiczki Ferenc – Bálint ügyvédje
- Mészáros Tamás – wellness recepciós
- Radics Rita – Dani tanárnője
- Bárány Virág – ápolónő
- Tari Teréz – doktornő
- Szabó Zsófi – Vera, matracbolti eladó
- Bánovits Vivianne – modell
- Szelle Marci – Dani, stylist
- Garami Mónika – bulis nő
- Király Attila – Jancsi bácsi, a fiúk tanára
- Pap Katalin – fodrásznő
- Lovas Rozi – Móni
- Karácsonyi Zoltán – lovászfiú
- Szorcsik H. Viktória – Márta
- Lázár Balázs – Molnár, Sáfárék szomszédja
- Pálfi Kata – Annamária, terapeuta
- Haumann Máté – Kárpáti Emil
- Szatmári Attila – ultrahangos orvos
- Mészáros Piroska – Júlia
- Simonyi Krisztina – Irén, Tamara ügyvédje
- Seress Zoltán – Vilmos, Dávid ügyvédje
- Varga Anikó – rendőrnő
- Tóth Sándor – Mészáros András
- Herczeg Adrienn – Mészáros Anikó
- Keszhelyi Soma – Misi, Leonóra fia
- Tóth Auguszta – Kővágó Karola, ügyvéd
- Molnár Judit – kórházi recepciós
- Szabó-Szűcs Katalin – negyvenes nő
- Szabó Simon – tengerész
- Kiss Erika – gyógyszertári eladó
- Bakos Éva – pénztárosnő
- Gombos Judit – pénztárosnő
- Menszátor-Hérez Attila – Balogh Erik
- Gryllus Dorka – Majoros Éva
- Meskó Tímea – pénztárosnő
- Horváth Alexandra – Dominika
- Vékes Csaba – Karcsi
- Jankovics Anna – Renáta
- Feldmayer Jolán – Csilla
- Széll Attila – Misi
- Egri Márta – Bálint anyja
- Páder Petra – Erika
- Bánki Gergely – Jónás
- Kovács Vanda – Szilvia, terapeuta
- Kovács Olivér – futár
- Bor László – művész
- Bánfalvy Ági – Bernadett
- Dzsupin Ibolya – Ibolya
- Anga-Kakszi István – sznob
- Durkó István – biztonsági őr
- Csőre Gábor – eladó
- Csürgő Dániel – Joel
- Spilák Klára – Vanda néni, osztályfőnök
- Melkvi Bea – tanárnő
- Szitás Barbara – terhestorna oktató
- Szokol Péter – Köpcös
- Martin Márta – Karina, a mediátor
- Ubrankovics Júlia – Laura
- Rátonyi Hajni – lakberendezőnő
- Konter László – ékszerész
- Shane 54 – DJ
- Havalda Bence – fiú
- Wenczel Flóra – lány
- Farádi Adrienn Lea – Kleo
- Hollósi Noémi – Kleo
- Jasinszky Emilli Málna – Kleo
- Pataki Bence – Kisjoci
- Tischler Dominik – ismeretlen szerep
- Szűcs L. Barna – vevő
- Botyánszki Zsolt – pincér
- Farkas Ádám – srác
- Alföldi Róbert – Károli Kornél
- Holczinger Szandra – Anna
- Papucsek Vilmos – biztonsági őr
- Mészáros András – Gergő, Joci kollégája
- Sípos Imre – rendőr
- Szalontay Tünde – Aranka
- Szentiványi Zsolt – Joci főnöke
- Martinovics Dorina – Szabó Lotti
- Fülöp Enikő – Gigi
- Zsigár Hajni – Bianka
- Jaskó Bálint – csapos
- Petrik Andrea – Vanda
- Cseh Judit – ápolónő
- Elek Ferenc – családvédelmi ügyintéző
- Tímár Zoltán – építőmunkás
- Kroó Ádám – értékesítési menedzser
- Schneider Zoltán – Takács Röné
- Baksa Imre – kutyás férfi
- Ralph Berkin – külföldi üzletember
- Adorjáni Bálint – Jorgosz
- Urmai Gábor – parkolóőr
- Gosztonyi Csaba – könyvvizsgáló
- Mesterházy Gyula – Zsolt
- Kurtos Orsolya – Zsolt felesége
- Borsányi Dániel – a nyomozó társa
- Baksai Károly – rendőr
- Bezerédi Zoltán – nyomozó
- Rotyik Róbert – francia pincér
- Bartha Alexandra – |Vanessza
- Álmosd Phaedra – titkárnő
- Koncz Eszter – titkárnő
- Szántó Szandra – titkárnő
- Éry-Kovács Zsanna – titkárnő

## A sorozat készítése
Az RTL Klub 2015 nyarán jelentette be egy új, saját gyártású heti sorozat készítését. Az holland Divorce című sorozat magyar változatát készítették el, főszerepben három, nemrég egyedül maradt férfival. Már ekkor lehetett tudni, hogy a főszerepeket Stohl András, Scherer Péter és Lengyel Tamás kapják majd az ekkor még Igazából válás munkacímen futó sorozatban. A forgatásokról werkfilm is készült, amelyet az RTL Klub a sorozatpremier előtti napokban tűzött műsorra. Az ezt megelőző pár hétben a csatorna több promóciós anyagot is kiadott a sorozattal kapcsolatban. Ezekben a készülő sorozat már a Válótársak címet kapta és kiderült belőlük, hogy további szerepekben Gubás Gabi, Balsai Móni, Kulka János és Földes Eszter lesznek láthatóak.
Kolosi Péter programigazgató több interjút is adott, melyekben a heti rendszerességgel műsorra tűzött, magyar fikciós sorozatok hiányának betöltésének lehetőségét látta az új sorozatban.
Az Origo.hu-nak így nyilatkozott: „A napi sorozatnál sokkal drágább, ez kétségtelen. Nagy különbségek vannak a helyi piaci sztenderdek között... Nekünk is jó esélyünk van arra, hogy siker legyen, mivel Hollandiában öt éve megy, és a legnevesebb helyi színészek játszanak benne. A miénkben is nagy nevek vannak – Gubás Gabi, Balsai Móni, Földes Eszter, Stohl András, Scherer Péter, Lengyel Tamás –, és bízom benne, hogy a fikciós drámai sorozat mint műfaj gyökeret ver itthon is. Ezzel a műfajjal a színészek eredeti szakmájukban térhetnek vissza a képernyőre. Egy egészséges kulturális tér eleme a helyi gyártású fikció: a Válótársak ilyen. Ha a cseh, szlovák, bolgár piac meg tudja oldani, hogy legyen saját, heti drámai sorozata, akkor nekünk is meg kell ezt csinálnunk.”

## Epizódok
| Évad | Évad | Részek száma | Részek száma | Eredeti sugárzás   | Eredeti sugárzás | Eredeti adó |
| Évad | Évad | Részek száma | Részek száma | Évadbemutató       | Évadzáró         | Eredeti adó |
| ---- | ---- | ------------ | ------------ | ------------------ | ---------------- | ----------- |
|      | 1.   | 10           | 10           | 2015. november 19. | 2016. január 28. |             |
|      | 2.   | 10           | 10           | 2016. november 17. | 2017. január 26. |             |
|      | 3.   | 10           | 10           | 2018. január 4.    | 2018. február 8. |             |

### 1. évad (2015–2016)
| Sor. | Év. | Cím      | Rendező               | Író                              | Premier            | Nézettség |
| ---- | --- | -------- | --------------------- | -------------------------------- | ------------------ | --------- |
| 1.   | 1.  | 1. rész  | Kovács Dániel Richárd | Köbli Norbert & Gasztonyi Kálmán | 2015. november 19. | 859 000   |
| 2.   | 2.  | 2. rész  | Kovács Dániel Richárd | Köbli Norbert & Gasztonyi Kálmán | 2015. november 19. | 658 000   |
| 3.   | 3.  | 3. rész  | Kovács Dániel Richárd | Köbli Norbert & Gasztonyi Kálmán | 2015. november 26. | 751 000   |
| 4.   | 4.  | 4. rész  | Kovács Dániel Richárd | Köbli Norbert & Gasztonyi Kálmán | 2015. december 3.  | 716 000   |
| 5.   | 5.  | 5. rész  | Kovács Dániel Richárd | Köbli Norbert & Gasztonyi Kálmán | 2015. december 10. | 738 000   |
| 6.   | 6.  | 6. rész  | Kovács Dániel Richárd | Köbli Norbert & Gasztonyi Kálmán | 2015. december 17. | 634 000   |
| 7.   | 7.  | 7. rész  | Kovács Dániel Richárd | Köbli Norbert & Gasztonyi Kálmán | 2016. január 7.    | 677 000   |
| 8.   | 8.  | 8. rész  | Kovács Dániel Richárd | Köbli Norbert & Gasztonyi Kálmán | 2016. január 14.   | 627 000   |
| 9.   | 9.  | 9. rész  | Kovács Dániel Richárd | Köbli Norbert & Gasztonyi Kálmán | 2016. január 21.   | 662 000   |
| 10.  | 10. | 10. rész | Kovács Dániel Richárd | Köbli Norbert & Gasztonyi Kálmán | 2016. január 28.   | 752 000   |

### 2. évad (2016–2017)
| Sor. | Év. | Cím      | Rendező                                | Író                              | Premier            | Nézettség |
| ---- | --- | -------- | -------------------------------------- | -------------------------------- | ------------------ | --------- |
| 11.  | 1.  | 1. rész  | Kovács Dániel Richárd                  | Köbli Norbert                    | 2016. november 17. | 508 000   |
| 12.  | 2.  | 2. rész  | Kovács Dániel Richárd                  | Köbli Norbert & Kovács M. András | 2016. november 24. | 510 000   |
| 13.  | 3.  | 3. rész  | Kovács Dániel Richárd                  | Köbli Norbert & Kovács M. András | 2016. december 1.  | 538 000   |
| 14.  | 4.  | 4. rész  | Kovács Dániel Richárd & Herczeg Attila | Köbli Norbert & Kovács M. András | 2016. december 8.  | 521 000   |
| 15.  | 5.  | 5. rész  | Kovács Dániel Richárd & Herczeg Attila | Köbli Norbert & Kovács M. András | 2016. december 15. | 518 000   |
| 16.  | 6.  | 6. rész  | Kovács Dániel Richárd & Herczeg Attila | Köbli Norbert & Gasztonyi Kálmán | 2016. december 22. | 477 000   |
| 17.  | 7.  | 7. rész  | Kovács Dániel Richárd & Herczeg Attila | Köbli Norbert & Gasztonyi Kálmán | 2017. január 5.    | 575 000   |
| 18.  | 8.  | 8. rész  | Kovács Dániel Richárd                  | Köbli Norbert                    | 2017. január 12.   | 543 000   |
| 19.  | 9.  | 9. rész  | Kovács Dániel Richárd                  | Köbli Norbert                    | 2017. január 19.   | 580 000   |
| 20.  | 10. | 10. rész | Kovács Dániel Richárd                  | Köbli Norbert & Kovács M. András | 2017. január 26.   | 612 000   |

### 3. évad (2018)
| Sor. | Év. | Cím      | Rendező        | Író                              | Premier          | Nézettség |
| ---- | --- | -------- | -------------- | -------------------------------- | ---------------- | --------- |
| 21.  | 1.  | 1. rész  | Herczeg Attila | Köbli Norbert & Kovács M. András | 2018. január 4.  | 525 000   |
| 22.  | 2.  | 2. rész  | Herczeg Attila | Köbli Norbert & Gasztonyi Kálmán | 2018. január 11. | 454 000   |
| 23.  | 3.  | 3. rész  | Herczeg Attila | Köbli Norbert                    | 2018. január 16. | 367 000   |
| 24.  | 4.  | 4. rész  | Dömötör Tamás  | Köbli Norbert                    | 2018. január 18. | 481 000   |
| 25.  | 5.  | 5. rész  | Dömötör Tamás  | Köbli Norbert & Kovács M. András | 2018. január 23. | 408 000   |
| 26.  | 6.  | 6. rész  | Herczeg Attila | Köbli Norbert & Gasztonyi Kálmán | 2018. január 25. | 424 000   |
| 27.  | 7.  | 7. rész  | Dömötör Tamás  | Köbli Norbert & Kovács M. András | 2018. január 30. | 423 000   |
| 28.  | 8.  | 8. rész  | Herczeg Attila | Köbli Norbert & Gasztonyi Kálmán | 2018. február 1. | 447 000   |
| 29.  | 9.  | 9. rész  | Herczeg Attila | Köbli Norbert & Kovács M. András | 2018. február 6. | 419 000   |
| 30.  | 10. | 10. rész | Herczeg Attila | Köbli Norbert & Gasztonyi Kálmán | 2018. február 8. | 370 000   |

## Fogadtatás

### Kritikai visszhang
A sorozat többnyire vegyes és pozitív kritikákat kapott. Gera Márton, az IGN kritikusa az első évad után azt írta róla, hogy „[…] Sorolhatnám, miért lehetne rögtön elfelejteni a Válótársakat, de mégsem tudom nem szeretni. Marad ez egy ilyen furcsa élmény: hiába a remek színészek, ha a formátum külföldi, nehéz itt remekelni. Inkább csak valami közepeset lehet csinálni.”, majd a sorozat pozitívumaként említette a jó színészgárdát, és a hiánypótló szerepét a magyar piacon, de hátrányként jegyezte meg, hogy „Érződik, hogy elfelejtették átírni magyar viszonyokra”.
Az Index.hu televíziós blogjának, a comment:comnak író sixx „ígéretes lépésnek” nevezte „a magyar sorozatipar jövője felé”, egész évadra vonatkozó kritikájában pedig vegyesen írt arról, kezdve a pozitívumokkal: „[…] Ami a legfontosabb pozitívum a sorozatban az, hogy létezik. Ez most így elég ergyán hangzik, pedig csak tessék megnézni a kereskedelmi tévék saját gyártású sorozatteljesítményét az elmúlt 10 évben, és menten felértékelődik minden, ami nem olyan, mint a Casino […]”, kiemelve Scherer Péter teljesítményét, majd folytatva a műsor gyengébb pontjaival: Balsai Móni és Lengyel Tamás szereplésével, az operatőri munkával, és az unalmas képi világgal.

### Nézettségi adatok
A Válótársak többnyire pozitív nézői fogadtatásban részesült, az első évad 600 és 800 000 néző között mozgott, a második évad 400 és 600 ezer között, ezzel az aktuális évadok legnézettebb műsorai közé sorolhatta az RTL Klub – a teljes lakosság mellett a 18–49-es kereskedelmileg fontos célcsoportban is.